# Cheval en Autriche
Le cheval en Autriche (allemand : Pferd) est surtout connu à travers les Lipizzans de l'École espagnole d'équitation, dont l'impératrice Élisabeth de Wittelsbach, elle-même habile cavalière, fut un grand soutien. 
Les pratiques équestres autrichiennes modernes sont surtout tournées vers l'équitation de loisir, avec un petit secteur hippophagique. Outre le Lipizzan, l'Autriche est connue pour élever le Haflinger, le Selle autrichien, le Shagya, ainsi qu'une race locale de chevaux de trait, le Noriker.

## Histoire

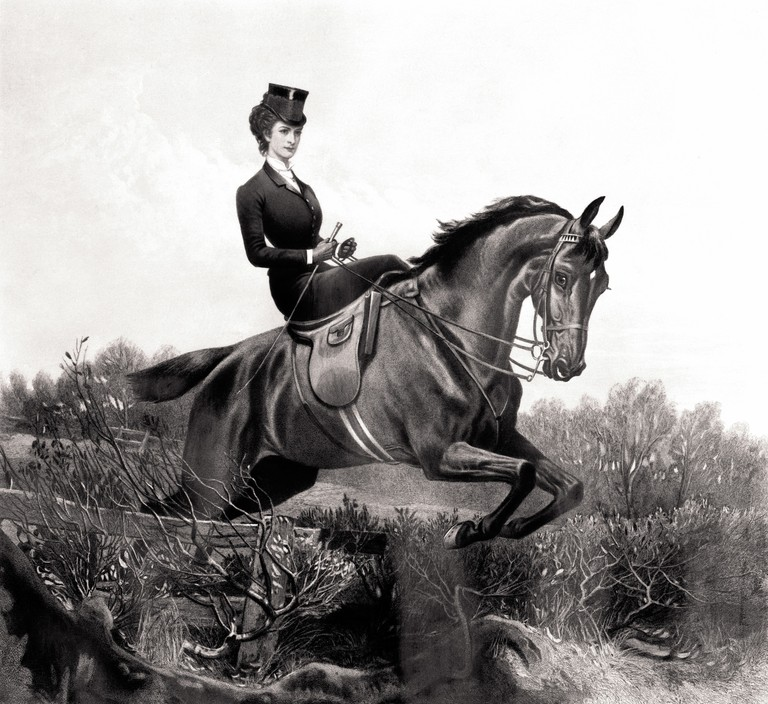
Portrait équestre d'Élisabeth de Wittelsbach, dite Sissi, vers 1880.

En 1829, les haras militaires autrichiens comptent 5 828 chevaux, pour 6 303 en 1847. L'Empire autrichien augmente en effet sa cavalerie après 1845. D'après L'Encyclopédie pratique de l'agriculteur de Louis Moll et Eugène Gayot, l'empire d'Autriche compte 3 500 000 chevaux vers 1860, mais la majorité des élevages sont présents dans des territoires conquis, notamment en Hongrie ; le Tyrol et la Bohême en comptent beaucoup moins.
L'impératrice d'Autriche Élisabeth de Wittelsbach, dite Sissi, est bien connue pour avoir eu une passion pour les chevaux, étant par ailleurs habile cavalière.
En 2000, l'Autriche compte 81 864 chevaux recensés, soit un taux de 10 chevaux pour 1 000 habitants. Le nombre de chevaux est en croissance au début du XXIe siècle, puisqu'en 2008, l'Autriche compte environ 100 000 chevaux, soit un taux de 12,1 chevaux pour 1 000 habitants, situé dans la moyenne de l'Union européenne.
En 2018, un Autrichien fait le buzz en tentant de prendre le train avec sa jument de race Haflinger Frieda, en gare de Bad Mitterndorf.

## Pratiques et utilisations

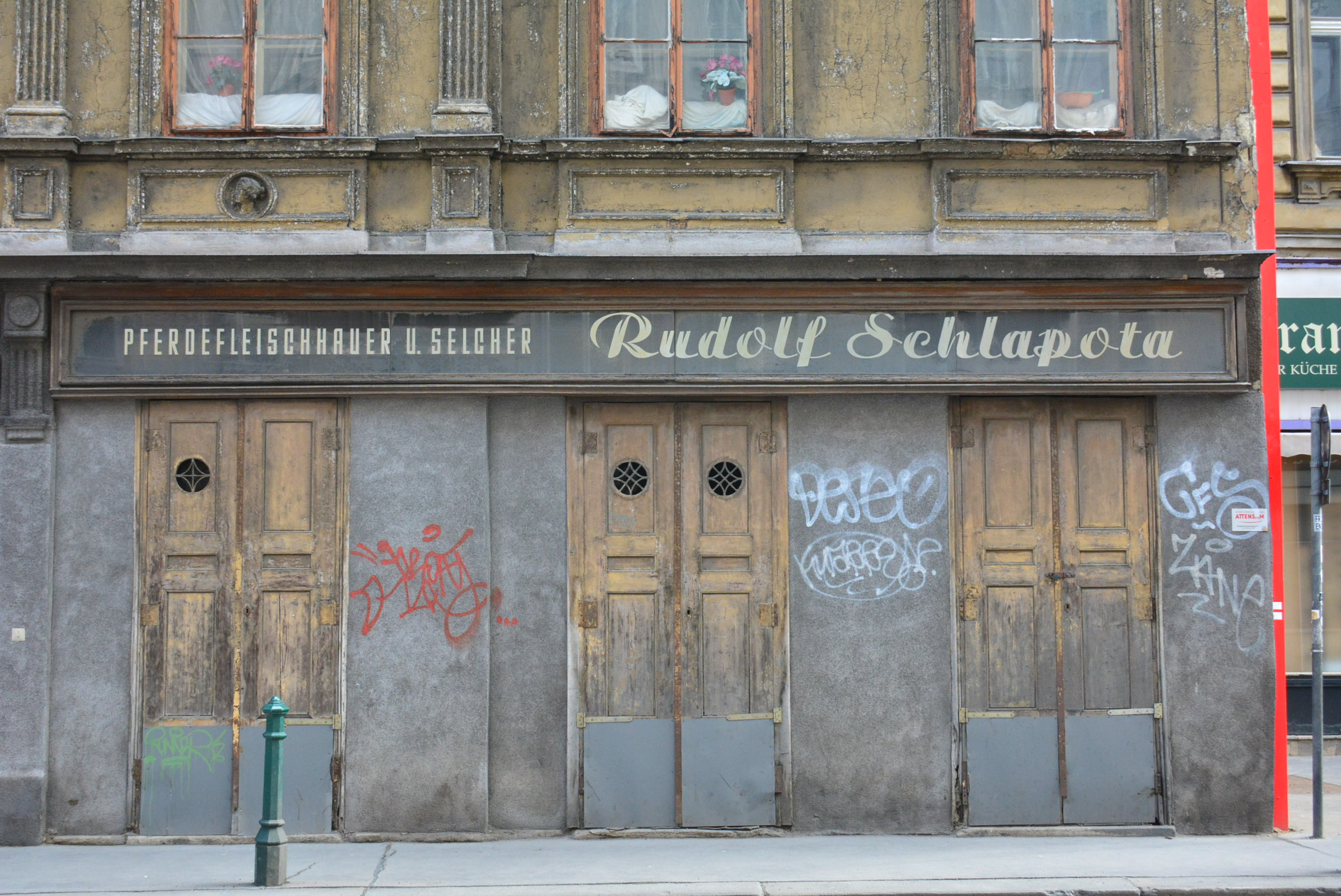
Façade d'une ancienne boucherie chevaline à Alsergrund.

Depuis 2004, le ministère autrichien de l'agriculture a mis en place un site web consacré aux activités équestres, Pferd Austria. Le gouvernement autrichien a financé de nombreuses études sur le cheval : Wirtschaftsfaktor Pferd pour étudier son impact économique, Sozialfaktor Pferd pour son impact social, Tourismus- und Freizeitfaktor Pferd pour son usage touristique et de loisir, et Pferd und Gesundheit - Prävention und Therapie pour son rôle dans le domaine thérapeutique et de la santé.
D'après Pferd Austria, le secteur économique lié au cheval représente 23 000 emplois et pèse économiquement 2,1 milliards d'euros en 2011. Vingt-quatre associations sont fédérées dans Pferdezucht Austria, la fédération des éleveurs de chevaux. 
L'équitation de loisir constitue la pratique dominante. Les Autrichiens ont aussi une petite production et consommation de viande de cheval, de l'ordre de 191 tonnes de consommation annuelle en 2011.
Dans le Tyrol autrichien, l'ONG Ankyrol a mis en place de l'équithérapie pour aider les réfugiés.
Des calèches sont présentes dans les rues de Vienne, suscitant quelques tensions avec les habitants.

## Élevage

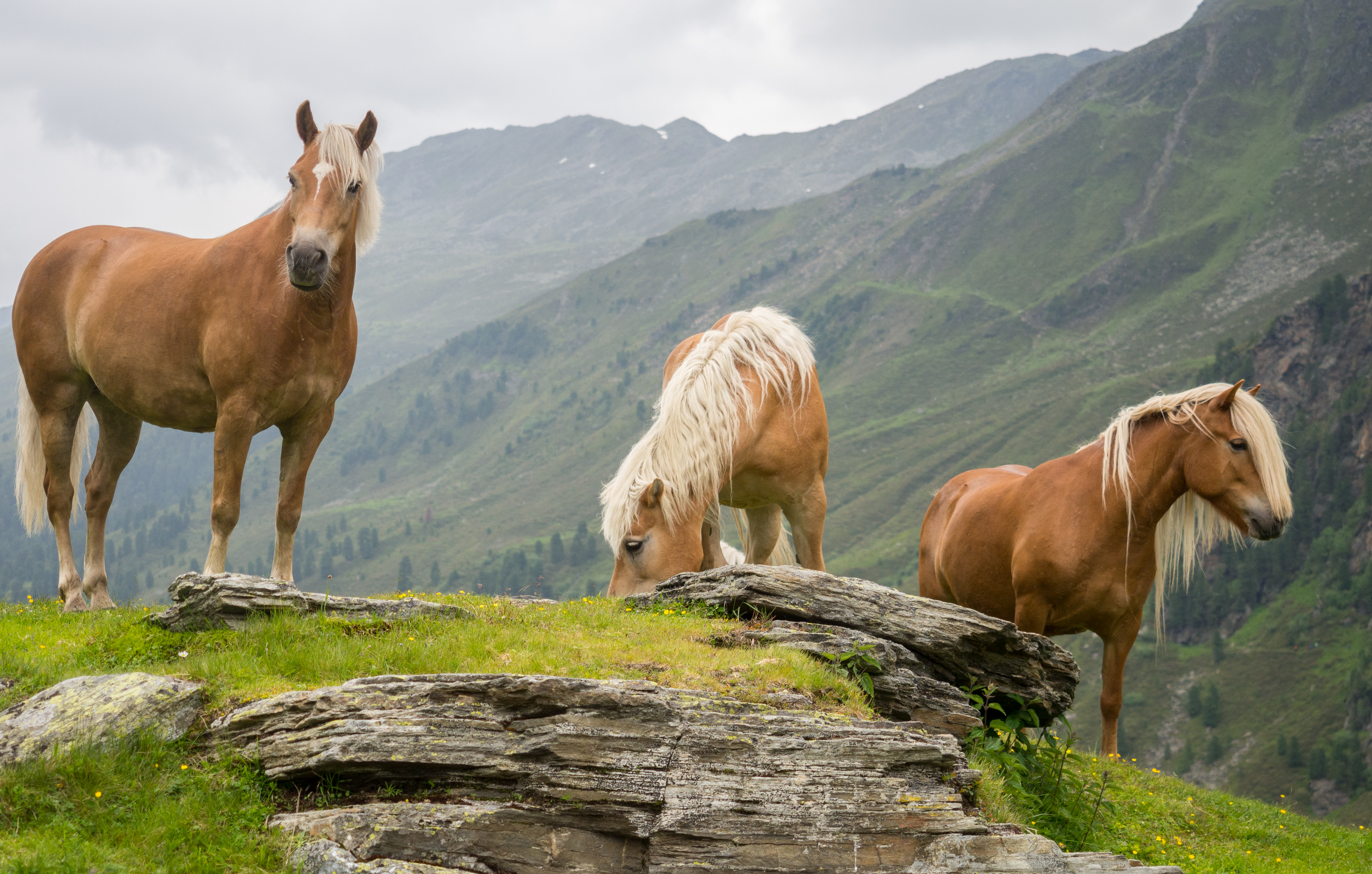
Groupe de Haflinger dans la vallée de Fotsch, Tyrol autrichien.

D'après Pferd Austria, en 2014, environ 120 000 chevaux sont dénombrés en Autriche, représentant un facteur économique important. En 2012, la population chevaline autrichienne est estimée à une médiane de 86 000 têtes dans l'ouvrage de référence Equine Science, ce qui représente 0,15 % de la population chevaline mondiale.
Environ 75 % d'entre eux, soit 90 000 selon l'étude de 2014, sont gardés dans des exploitations agricoles. Environ 100 000 hectares de terres sont consacrés à l'élevage et à l'entretien des chevaux, lesquels consomment 160 000 tonnes de grain et 180 000 tonnes de fourrage pour se nourrir chaque année. Sur environ 25 000 lieux détenant des chevaux, 12 500, soit la moitié, sont des élevages, détenant 17 000 juments et 1 800 étalons reproducteurs. Quarante-sept races de chevaux différentes sont recensées sur le sol autrichien.
Le Haflinger, originaire du Tyrol, connaît un grand succès puisqu'il est diffusé dans dix-neuf pays à travers le monde. Cette race de chevaux fait l'objet du plus grand rassemblement annuel de la race à Ebbs, dans le Tyrol, attirant environ 700 Haflinger de dix-huit pays différents.
L'Autriche compte un assez faible nombre de chevaux arabes, qui bénéficient de mesures de protection. Le nombre de chevaux Lipizzan est très réduit, cette dernière race étant aussi activement protégée : elle est probablement la race de chevaux autrichienne la plus réputée, bien qu'elle provienne géographiquement de la Slovénie, qui était à l'époque intégrée à l'empire d'Autriche.
Le Noriker, race de chevaux de trait, porte différents noms selon la région où il est élevé : dans le Tyrol, il est connu sous le nom de Pinzgauer, alors qu'il est connu sous celui d'Abtenauer, une variété plus petite, dans la région d'Abtenau. Un stud-book de chevaux de sport, le selle autrichien (allemand : Österreichisches Warmblut) est supervisé par l’Arbeitsgemeinschaft für Warmblutzucht in Österreich (Association d'élevage de chevaux de sport en Autriche, AWÖ).
L'Autriche héberge aussi des chevaux islandais, fréquemment victimes de réactions inflammatoires de la peau aux piqûres d'insectes durant la saison estivale.
Les chevaux autrichiens peuvent être touchés par l'encéphalite à tiques, une maladie infectieuse émergente.

## Culture
L'École espagnole d'équitation, à Vienne, constitue le fleuron de la culture équestre autrichienne, avec sa transmission des pratiques de la haute école. D'après Bonnie Lou Hendricks (université de l'Oklahoma), une expression populaire utilisée dans l'armée autrichienne dit d'un soldat bon marcheur qu'il « voyage comme un Abtenauer », en référence à cette race de chevaux particulièrement endurante.